# فريدريك فونتين
فريدريك فونتين (بالإنجليزية: Frederick Fontaine)‏ (14 ديسمبر 1912 بملبورن في أستراليا - 24 أكتوبر 1982) هو لاعب كريكت أسترالي. لعب مع فريق فكتوريا للكريكت.

## وصلات خارجية
- فريدريك فونتين على موقع إي آس بي آن كريك إنفو (الإنجليزية)